# Универсальная церковь жизни
Универсальная церковь жизни (англ. Universal Life Church, ULC, или Universal Church of Life) — новое религиозное движение, основанное в США, отличительной чертой которого является предоставление любому желающему священного сана. По мнению основателей церкви, каждый вправе стать священником без малейшей необходимости проходить процедуру предварительного согласования, предусмотренного в других религиозных конфессиях. Такой подход основан на убеждении, что все люди изначально имеют посвящение от Бога, Церковь просто признаёт это как факт.
Универсальная церковь жизни не имеет доктрины в традиционном понимании. «Делай только то, что правильно» — это единственный постулат организации. Каждый из рукоположённых священников самостоятельно решает в какой из религиозно-философских систем он будет осуществлять своё священство.

## Доктрина
- Цель: Бесконечное развитие, наполненная жизнь для каждого.
- Слоган: Жить и помогать жить.
- Максима: Мы все — одно целое.

## История
Универсальная церковь жизни была основана в 1959 Кирби Дж. Хенсли, первоначально обустроившим организацию в собственном гараже. Разочаровавшись в движении пятидесятников, Хенсли решил пойти своим духовным путём. После пяти лет изучения различных религий Хенсли пришёл к выводу, что каждый человек имеет право выбирать собственную религию. При этом никто не должен быть подвергнут критике или осужден за желание осуществлять религиозную практику по своему выбору.
В 1958 году Хенсли и его жена Лида переехали в Модесто, Калифорния. Там он основал первую Универсальную церковь жизни (в 1959 году как Церковь жизни, а затем, 2 мая 1962, как Универсальную церковь жизни). Соучредителем и (затем) вице-президентом выступил Льюис Ашмор. Хенсли исполнял обязанности священнослужителя и Президента совета директоров Церкви до самой смерти в 1999 году. К этому времени появилось множество независимых отделений Универсальной церкви жизни по всему миру.
Община в Модесто быстро росла. Влияние организации распространилось на Западном побережье США, и сегодня общины расположены по всей территории Соединенных Штатов, некоторых частях Канады и многих других частях мира. Организация также заявляет, что в её состав входят 22 млн «священников» по всему миру.

### 1960-е и 1970-е годы
В 1960-е и 1970-е годы многие граждане США становились её «священникам», полагая что сан предоставит им бронь от призыва на военную службу или позволит уменьшить налог на прибыль. Оба эти убеждения были ошибочными — рукоположение ни в одной из американских церквей не освобождало лицо от обязательной военной службы, а священники не получают никаких налоговых льгот (налогом не облагаются только сами церкви). Действительно, служители церкви имеют возможность подачи заявки на освобождение от налогов на социальное страхование, однако, это может повлечь за собой ограничения на право получения пособий по социальному обеспечению. Кроме того, подобное исключение применяется только к служителям, доход которых состоит из пожертвований, полученных от религиозных служб, и распространяется только на такие доходы.
Политический активист Эбби Хоффман в своей книге «Сопри эту книгу или Как выжить в полицейском государстве» призвал читателей в массовом порядке принимать сан в Универсальной церкви жизни, чтобы затем, получив официальное письменное подтверждение о рукоположении, требовать от государства налоговых льгот. Как было сказано выше, Хоффман заблуждался.

### 1980-е и настоящее время
После смерти преподобного Кирби Дж. Хенсли, его жена Лида была избрана президентом Универсальной церкви жизни. Она служила в качестве президента до своей смерти в 2006 году. 14 января 2007 года Совет директоров избрал президентом организации их сына Андре Хенсли.

## Рукоположение и духовенство
По состоянию на начало 2009 года, Универсальная церковь жизни рассылает от 8500 до 10000 сертификатов о рукоположении ежемесячно. С 1962 по 2008 год по всему миру было разослано почти 18 миллионов сертификатов.
Рукоположение в организации не требует никаких предварительных согласований, кроме соответствующего заявления, которое можно заполнить на её сайте. Вместе с тем финализирующим и весьма важным моментом посвящения является регистрация рукоположённого священнослужителя во внутреннем реестре. За выдачу сертификата взимается незначительная плата, предназначенная на амортизацию расходов по пересылке.
Универсальная церковь жизни не выдаёт сертификата рукоположения лицам, отбывающим заключение.
Люди принимают посвящение в сан Универсальной церкви жизни по разным причинам. Некоторые, включая тех, кто уже рукоположён в традиционных церквях, присоединяются к Универсальной церкви жизни, чтобы выразить поддержку миссии организации по сохранению и защите свободы вероисповедания.
Некоторые люди обратились для рукоположения в Универсальную церковь жизни после отказа получения оного в их собственной церкви по причине их пола или сексуальной ориентации.
Частой причиной является также желание провести свадебную церемонию у друзей или близких.
Множество священнослужителей Универсальной церкви жизни на регулярной основе проводят службы в рамках избранной ими конфессии, проводят религиозные церемонии на свадьбах и похоронах, благословляют жилища, крестят и т. д. Многие продолжают получать дальнейшее религиозное образование.
В отличие от большинства побочных организаций, штаб-квартирой Универсальной церкви жизни проводятся еженедельные богослужения в историческом здании в Модесто.
Все священники Универсальной церкви жизни также уполномочены рукополагать желающих в качестве её служителей.

## Ученые степени и специальные титулы
Универсальная церковь жизни через собственный департамент образования предлагает различные ученые степени, такие, как «доктор богословия», «доктор универсальной жизни». Как правило, эти докторские степени требуют от получателя пройти один или несколько курсов, внести оплату за учебные материалы, а в некоторых случаях — сдать экзамен. Например, степень «доктора бессмертия» вручается после прочтения кандидатом книги «Новая жизнь — Хотите ли вы её?», написанной основателем организации Кирби Хенсли.
Студенты должны правильно ответить на не менее чем 75 % от множества вопросов, основанных на книге, а также сделать пожертвование, по крайней мере 25 долларов США. Эти степени не эквивалентны ученым степеням получаемых выпускниками университетов, но предназначены для личного роста и использования в рамках служения в Универсальной церкви жизни. Каждый священник может также получить специальный титул, такой как, например, «свободный мыслитель» или «священник».

## Система верований
Члены Универсальной церкви жизни весьма буквально истолковывают принцип свободы вероисповедания. Другими словами, они декларируют, что каждый член организации вправе исповедовать любое из верований без вмешательства со стороны правительства, церкви, других религиозных учреждений, или любой иной внешней силы. Единственной заповедью является «Делайте только то, что правильно».
Каждый священнослужитель вправе избрать собственную систему религиозных убеждений. Например, служители могут исповедовать как традиционное христианство, так и любые другие мировые религии. Они могут сочетать различные традиции, быть агностиками или даже атеистами.

## Правовой статус
С момента своего создания Универсальная церковь жизни вступила в правовые конфликты из-за таких вопросов, как действительность хиротонии и безналоговый статус организации. Internal Revenue Service (IRS) постановил, что церковь подлежит освобождению от налогов на несколько лет, но вместе с тем не подлежит освобождению от налогов в прочие годы, на основе годового отчета некоммерческих организаций.
Универсальная церковь жизни (Монастырь), также известная как просто Монастырь, откололась от штаб-квартиры УЦЖ в 2006 году. В результате раскола состоялись судебные разбирательства предметом которых явились права на сайт ulchq.org. В настоящее время УЦЖ со штаб-квартирой в Модесто и Монастырь функционируют как две самостоятельные организации. К большому гневу служителей УЦЖ Монастырь использует название «Универсальная церковь жизни» и утверждает, что был основан в 1959 году, таким образом, выступая в качестве предшественников Церкви, а не отделившихся. Путаница между двумя группами сохраняются, поскольку Монастырь продолжает действовать через ряд других веб-сайтов и присутствуют на новых сайтах социальных медиа, таких как Facebook.

## Бракосочетание и иные церковные обряды
В США все 50 штатов признают легитимность священнослужителей, которые назначены и утверждены организацией на заключение браков. В большинстве штатов посвящение является единственным требованием к служителю для исполнения обязанностей министранта на свадьбах. Тем не менее, некоторые штаты требуют дополнительные документы, такие как сертификат («letter of good standing»), свидетельство о рукоположении, либо регистрацию священника в местных органах власти. Некоторые штаты также требуют, чтобы священник являлся гражданином США, а в некоторых штатах служитель не может быть моложе 18 лет.
За пределами США, некоторые страны очень либеральны в этом отношении. В Японии, например, священнослужителем признаётся каждый, кто провозглашает себя им, независимо от принадлежности церкви. Многие развивающиеся страны также весьма либеральны в требованиям к процедуре заключения брака.
С другой стороны, в Канаде священнослужители организации уполномочены на заключение брака только в нескольких местных территориальных образованиях. Во многих других крупных странах служители Церкви не имеют права на осуществление процедуры бракосочетания. Поэтому некоторые служители, чтобы избежать негативных последствий, служат торжественную часть гражданской церемонии, которая может включать регистрацию у нотариуса или мирового судьи.
Во многих странах, включая большую часть континентальной Европы, Турции, Японии и странах бывшего Советского Союза, только браки, заключенные в соответствии с гражданским законодательством, признаются юридически значимыми.

## Известные священники организации
В разное время многие представители мира искусства, актёры и писатели принимали священный сан в Универсальной церкви жизни. Среди них писатель и общественный деятель Эбби Хоффман, певицы Кортни Лав, Аланис Мориссетт и Лидия Ланч, участники группы Битлз Джордж Харрисон, Пол Маккартни и Ринго Старр, основатель и владелец журнала Плэйбой Хью Хефнер, актёры Шэрон Стоун, Энтони Перкинс, Иэн Маккеллен, Бенедикт Камбербэтч и Эрика Элениак, участник группы ZZ Top Билли Гибонс, писатель и журналист Хантер Томпсон, режиссёр Джон Уотерс и другие.